# Caius Ceionius Rufius Volusianus Lampadius
Pour les articles homonymes, voir Lampadius et Volusianus.
Caius Ceionius Rufius Volusianus Lampadius (fl. 340-371/402) est un homme politique de l'Empire romain.

## Biographie
Fils de Caius Ceionius Rufius Albinus.
Il est préteur en 340 et Préfet de Rome en 365.
Il s'est marié avec Caecinia Lolliana, fille de Rufius Caecina Postumianus, consularis vir, et de sa femme Egnatia Lolliana, et petite-fille paternelle de Caius Ceionius Rufius Volusianus et de sa deuxième femme Caecinia Antonia Sabina. Il a eu pour fils Ceionius Rufius Albinus.